# پشته (تالش)
پشته، روستایی در دهستان ساحلی جوکندان بخش جوکندان شهرستان تالش در استان گیلان ایران است.

## جمعیت
بر پایه سرشماری عمومی نفوس و مسکن در سال ۱۳۹۵، جمعیت این روستا برابر با ۱٬۲۲۶ نفر (۳۶۵ خانوار) بوده است.